# Onthophagus isanus
Onthophagus isanus là một loài bọ cánh cứng trong họ Bọ hung (Scarabaeidae).